# Meraviglie del mondo
Diversi elenchi di meraviglie del mondo sono stati stilati dall'antichità ai giorni nostri, per catalogare le meraviglie naturali e le strutture artificiali più spettacolari del mondo.

## Sette meraviglie del mondo
Le "Sette meraviglie del mondo" costituiscono il primo elenco degno di nota e rappresentano un elenco delle più notevoli creazioni dell'antichità classica. Questo elenco si basava sulle guide popolari del turismo dell'antica Grecia e comprende solo opere situate nel bacino del Mediterraneo. Il numero sette venne scelto perché i Greci lo ritenevano numero simbolo di perfezione e abbondanza e perché rappresentava la somma dei pianeti fino ad allora conosciuti più il Sole e la Luna.

## Liste di altre epoche
Nel 1994 la American Society of Civil Engineers ha stilato una lista delle "sette meraviglie del mondo moderno", rendendo omaggio ai "grandi successi dell'ingegneria civile del XX secolo". Queste sette opere sono:
- Tunnel della Manica;
- CN Tower;
- Empire State Building;
- Golden Gate Bridge;
- Diga di Itaipú;
- Piano Delta e Zuiderzeewerken;
- Canale di Panama.

Nel 2007 sono state stilate le "nuove sette meraviglie del mondo" da una società a scopo di lucro, la svizzera NOWC.
Nel novembre 2006 il quotidiano nazionale statunitense USA Today e il programma televisivo Good Morning America hanno rivelato un nuovo elenco di sette meraviglie scelto da sei giudici.
Nel 2011, la stessa società che nel 2007 aveva stilato l'elenco delle "nuove sette meraviglie del mondo", ha annunciato le "nuove sette meraviglie del mondo naturali".
La britannica Deborah Cadbury nel 2003 ha scritto il libro Seven Wonders of the Industrial World, in cui vengono raccontate le storie di sette grandi opere di ingegneria del XIX e del XX secolo. 
Il magazine Astronomy nel 1999 ha elencato le "sette meraviglie del Sistema Solare" in un articolo poi trasformato in un video.
Nel 2007 è stato anche portato a termine il progetto dei "dodici tesori di Spagna", quello relativo alle "sette meraviglie dell'Ucraina". Del 2008 è invece la conclusione del progetto "sette meraviglie della Russia".